# Ламмерт, Норберт
Но́рберт Ла́ммерт (нем. Norbert Lammert; род. 16 ноября 1948, Бохум) — немецкий политик, член ХДС, с 18 октября 2005 года по 24 октября 2017 года — председатель бундестага.

## Биография
Получил социологическое образование в Рурском и Оксфордском университетах в 1969—1972 годах, с 1975 года — доктор социальных наук, с 2008 года — почётный профессор Рурского университета. Ещё в 1966 году вступил в ХДС и с 1975 по 1980 годы состоял членом городского совета Бохума, а в 1980 году был избран в бундестаг. В 2002 году был избран вице-президентом бундестага, а в 2005 года — новым президентом, получив 564 депутатских голоса из 607. В 2009 году переизбран на пост президента новым созывом парламента.
Католик, женат, имеет четырёх детей.